# Oncopoduridae
Oncopoduridae (лат.) — семейство ногохвосток (Collembola). Включает более 50 видов из трёх родов.

## История
Семейство (с новым родом и видом) было писано в 1905 году Иоганном Карлом и Яковом Лебединским из пещер Крыма.

## Таксоны
- род Harlomillsia Bonet, 1944
- род Oncopodura Carl & Lebedinsky, 1905
- род Sinoncopodura Yu, Zhang & Deharveng, 2014